# Диминишка пещера
Диминишката пещера (на гръцки: Σπήλαιο Πέτρας) е пещера край костурското село Дупяк (Диспилио), Егейска Македония, Гърция.

## Местоположение
Пещерата е разположена в планината Диминик (Петра) северозападно от Дупяк.

## Описание
Оформена е в офиолити Горната юра в Субпелагонийската зона. Входът ѝ е отворен през XX век от малка кариера, която работи на брега на Костурското езеро. Представлява три тесни прохода – карстови канали, които се събират преди входа на пещерата, образувайки малка камера.